# جزیره آتش
جزیره آتش (به چینی: 火燒島) یک فیلم سینمایی اکشن محصول سال ۱۹۹۰ هنگ کنگ به کارگردانی کوین چو است. در این اثر جکی چان، اندی لاو، سامو هونگ، تونی لونگ کا-فای و بری وانگ نقش‌آفرینی می‌کنند. این فیلم در تایوان و فیلیپین در ۴۲ روز از ۵ آوریل تا ۱۷ مه ۱۹۸۹ فیلمبرداری شد. موسیقی تم فیلم توسط کی جین ساخته شده‌است.